# Amegilla pulverea
Amegilla pulverea är en biart som först beskrevs av Walker 1871.  Amegilla pulverea ingår i släktet Amegilla och familjen långtungebin. Inga underarter finns listade i Catalogue of Life.